# Детмолд
Детмолд (њем. Detmold) град је у њемачкој савезној држави Северна Рајна-Вестфалија. Једно је од 16 општинских средишта округа Липе. Према процјени из 2010. у граду је живјело 73.368 становника. Посједује регионалну шифру (AGS) 5766020, NUTS (DEA45) и LOCODE (DE DET) код.

## Географски и демографски подаци
Детмолд се налази у савезној држави Северна Рајна-Вестфалија у округу Липе. Град се налази на надморској висини од 134 метра. Површина општине износи 129,4 km². У самом граду је, према процјени из 2010. године, живјело 73.368 становника. Просјечна густина становништва износи 567 становника/km².

## Међународна сарадња
| Мјесто      | Држава               | Врста сарадње | Од    |
| ----------- | -------------------- | ------------- | ----- |
| Хаселт      | Белгија              | партнерство   | 1976. |
| Верона      | Италија              | пријатељство  | 2006. |
| Савонлина   | Финска               | партнерство   | 2004. |
| Калитеа     | Грчка                | пријатељство  | 2006. |
|             | Француска            | партнерство   | 1969. |
| Ипсвич      | Уједињено Краљевство | контакт       | 2000. |
| Есбјерг     | Данска               | контакт       | 2000. |
| Каунас      | Литванија            | партнерство   | 2000. |
| Ист Рајдинг | Уједињено Краљевство | партнерство   | 2000. |
| Извор       |                      |               |       |